# Limnomikrobiologie
Die Limnomikrobiologie (altgriechisch λίμνη limne, deutsch ‚See‘) untersucht den Abbau der organischen Materie, den mikrobiellen Stoffumsatz im Gewässer sowie die trophische Bedeutung der Mikroorganismen für Konsumenten (Schwoerbel, 1999).
Auch aquatische Pilze spielen eine Rolle beim mikrobiologischen Stoffumsatz, ebenso heterotrophe Flagellaten und die Ciliaten (Bärlocher & Kendrick, 1974).
Wichtigster Untersuchungsgegenstand der Limnomikrobiologie ist jedoch das Bakterio- und Virioplankton der Binnengewässer.